# Gran Premio di Spagna 1987
Il Gran Premio di Spagna 1987 è stato il 449º Gran Premio di Formula 1 della storia, corso il 27 settembre 1987 al Circuito di Jérez. Fu la tredicesima e quart'ultima gara del Campionato Mondiale di Formula 1 1987.

## Riassunto della gara

### Pre-Gara
Dopo la pausa di Estoril, tornò qui la scuderia Coloni, con una monoposto guidata ancora da Nicola Larini.

### Resoconto
La battaglia delle qualifiche fu vinta ancora una volta da Nelson Piquet, davanti al compagno Nigel Mansell. Dietro di loro le due Ferrari rispettivamente con Gerhard Berger e Michele Alboreto che occuparono la terza e la quarta posizione. Per il terzo Gran Premio di fila, Ayrton Senna (Lotus) ed Alain Prost (McLaren) disputarono qualifiche deludenti, piazzandosi rispettivamente quinto e settimo. Fra di loro la Benetton di Teo Fabi.
Alla partenza della gara Piquet mantenne inizialmente la testa della gara, salvo poi essere passato dal compagno Mansell alla fine del primo giro. L'inglese cominciò da allora ad allontanarsi progressivamente dal compagno brasiliano. Il terzo posto era occupato da Ayrton Senna davanti alle due Ferrari e a Boutsen, che dovettero inseguire. La top five non ebbe mutamenti durante la prima metà di gara, con Senna al comando di un "trenino" all'inseguimento delle due Williams.
Ai pit-stop Mansell riuscì a mantenere la prima posizione; diversa fu la sorte del compagno Piquet, che ebbe un pit-stop lento e si ritrovò quarto, dietro sia a Senna che a Prost. Il brasiliano tentò subito di attaccare quest'ultimo, ma sbagliò ed andò in testacoda, perdendo altre due posizioni. Senna decise di proseguire senza fermarsi, rendendo così difficile ai piloti dietro di lui un tentativo di inseguimento a Mansell. L'azzardo di senna non pagò, in quanto le sue gomme ben presto cominciarono a deteriorarsi, con Piquet, Prost e Boutsen che lo passarono senza difficoltà. Il brasiliano dovette poi accodarsi anche a Johansson.
Poco dopo, sia Piquet che Boutsen commisero due errori finendo in testacoda, e regalando il podio alle due McLaren, con Prost secondo e Johansson terzo. Il belga della Benetton fu costretto al ritiro. Mansell vinse la gara senza rivali, chiudendo davanti alle due McLaren, e ai brasiliani Piquet e Senna. Sesto, a guadagnare l'ultimo punto, si piazzò Philippe Alliot su Larrousse.

## Qualifiche
| Pos                     | No | Pilota             | Costruttore              | Q1       | Q2          | Distacco |
| ----------------------- | -- | ------------------ | ------------------------ | -------- | ----------- | -------- |
| 1                       | 6  | Nelson Piquet      | Williams - Honda         | 1.23:621 | 1'22"461    |          |
| 2                       | 5  | Nigel Mansell      | Williams - Honda         | 1'23"081 | senza tempo | +0"620   |
| 3                       | 28 | Gerhard Berger     | Ferrari                  | 1'23"164 | 1.25:250    | +0"703   |
| 4                       | 27 | Michele Alboreto   | Ferrari                  | 1'24"192 | 1.24:892    | +1"731   |
| 5                       | 11 | Ayrton Senna       | Lotus - Honda            | 1.25:162 | 1'24"320    | +1"859   |
| 6                       | 19 | Teo Fabi           | Benetton - Ford          | 1.25:263 | 1'24"523    | +2"062   |
| 7                       | 1  | Alain Prost        | McLaren - TAG Porsche    | 1'24"596 | 1.24:905    | +2"135   |
| 8                       | 20 | Thierry Boutsen    | Benetton - Ford          | 1.26:372 | 1'25"295    | +2"834   |
| 9                       | 7  | Riccardo Patrese   | Brabham - BMW            | 1.26:639 | 1'25"335    | +2"874   |
| 10                      | 8  | Andrea De Cesaris  | Brabham - BMW            | 1.31:981 | 1'25"811    | +3"350   |
| 11                      | 2  | Stefan Johansson   | McLaren - TAG Porsche    | 1'26"147 | 1.26:147    | +3"686   |
| 12                      | 17 | Derek Warwick      | Arrows - Megatron        | 1'26"728 | 1.26:882    | +4"267   |
| 13                      | 18 | Eddie Cheever      | Arrows - Megatron        | 1'27"062 | 1.27:970    | +4"601   |
| 14                      | 25 | René Arnoux        | Ligier - Megatron        | 1'28"241 | 1.28:362    | +5"780   |
| 15                      | 4  | Philippe Streiff   | Tyrrell - Ford           | 1.28:970 | 1'28"330    | +5"869   |
| 16                      | 3  | Jonathan Palmer    | Tyrrell - Ford           | 1'28"353 | 1.28:426    | +5"892   |
| 17                      | 30 | Philippe Alliot    | Lola Larrousse - Ford    | 1.29:147 | 1'28"361    | +5"900   |
| 18                      | 12 | Satoru Nakajima    | Lotus - Honda            | 1.28:776 | 1'28"367    | +5"906   |
| 19                      | 16 | Ivan Capelli       | March - Ford             | 1'28"477 | 1.28:694    | +6"016   |
| 20                      | 9  | Martin Brundle     | Zakspeed                 | 1.28:876 | 1'28"597    | +6"136   |
| 21                      | 24 | Alessandro Nannini | Minardi - Motori Moderni | 1.28:823 | 1'28"602    | +6"141   |
| 22                      | 10 | Christian Danner   | Zakspeed                 | 1.30:325 | 1'28"667    | +6"206   |
| 23                      | 26 | Piercarlo Ghinzani | Ligier - Megatron        | 1.29:663 | 1'29"066    | +6"605   |
| 24                      | 23 | Adrián Campos      | Minardi - Motori Moderni | 1'29"538 | 1.30:204    | +7"077   |
| 25                      | 14 | Pascal Fabre       | AGS - Ford               | 1.32:490 | 1'30"694    | +8"233   |
| 26                      | 32 | Nicola Larini      | Coloni - Ford            | 1.31:319 | 1'30"982    | +8"521   |
| Vetture non qualificate |    |                    |                          |          |             |          |
| NQ                      | 21 | Alex Caffi         | Osella - Alfa Romeo      | 1.31:284 | 1'31"069    | +8"608   |
| NQ                      | 22 | Franco Forini      | Osella - Alfa Romeo      | 1'34"723 | 1.35:572    | +12"262  |

## Ordine d'arrivo
| Pos    | N° | Pilota             | Team                     | Giri | Tempo/Ritiro            | Grid | Punti |
| ------ | -- | ------------------ | ------------------------ | ---- | ----------------------- | ---- | ----- |
| 1      | 5  | Nigel Mansell      | Williams - Honda         | 72   | 1:49:12.692             | 2    | 9     |
| 2      | 1  | Alain Prost        | McLaren - TAG Porsche    | 72   | + 22.225                | 7    | 6     |
| 3      | 2  | Stefan Johansson   | McLaren - TAG Porsche    | 72   | + 30.818                | 11   | 4     |
| 4      | 6  | Nelson Piquet      | Williams - Honda         | 72   | + 31.450                | 1    | 3     |
| 5      | 12 | Ayrton Senna       | Lotus - Honda            | 72   | + 1:13.507              | 5    | 2     |
| 6 (1)  | 30 | Philippe Alliot    | Lola Larrousse - Ford    | 71   | + 1 Giro                | 17   | 1     |
| 7 (2)  | 4  | Philippe Streiff   | Tyrrell - Ford           | 71   | + 1 Giro                | 15   |       |
| 8      | 18 | Eddie Cheever      | Arrows - Megatron        | 70   | Fine carburante         | 13   |       |
| 9      | 11 | Satoru Nakajima    | Lotus - Honda            | 70   | + 2 Giri                | 18   |       |
| 10     | 17 | Derek Warwick      | Arrows - Megatron        | 70   | + 2 Giri                | 12   |       |
| 11     | 9  | Martin Brundle     | Zakspeed                 | 70   | + 2 Giri                | 20   |       |
| 12 (3) | 16 | Ivan Capelli       | March - Ford             | 70   | + 2 Giri                | 19   |       |
| 13     | 7  | Riccardo Patrese   | Brabham - BMW            | 68   | + 4 Giri                | 9    |       |
| 14     | 23 | Adrián Campos      | Minardi - Motori Moderni | 68   | + 4 Giri                | 24   |       |
| 15     | 27 | Michele Alboreto   | Ferrari                  | 67   | Motore                  | 4    |       |
| 16     | 20 | Thierry Boutsen    | Benetton - Ford          | 66   | Incidente               | 8    |       |
| Rit    | 28 | Gerhard Berger     | Ferrari                  | 62   | Motore                  | 3    |       |
| Rit    | 3  | Jonathan Palmer    | Tyrrell - Ford           | 55   | Collisione con R.Arnoux | 16   |       |
| Rit    | 25 | René Arnoux        | Ligier - Megatron        | 55   | Collisione con J.Palmer | 14   |       |
| Rit    | 10 | Christian Danner   | Zakspeed                 | 50   | Trasmissione            | 22   |       |
| Rit    | 24 | Alessandro Nannini | Minardi - Motori Moderni | 45   | Problemi al turbo       | 21   |       |
| Rit    | 19 | Teo Fabi           | Benetton - Ford          | 40   | Freni                   | 6    |       |
| Rit    | 8  | Andrea De Cesaris  | Brabham - BMW            | 26   | Cambio                  | 10   |       |
| Rit    | 26 | Piercarlo Ghinzani | Ligier - Megatron        | 24   | Problema all'accensione | 23   |       |
| Rit    | 14 | Pascal Fabre       | AGS - Ford               | 10   | Frizione                | 25   |       |
| Rit    | 32 | Nicola Larini      | Coloni - Ford            | 8    | Sospensione             | 26   |       |
| NQ     | 21 | Alex Caffi         | Osella - Alfa Romeo      |      | Non Qualificato         |      |       |
| NQ     | 22 | Franco Forini      | Osella – Alfa Romeo      |      |                         |      |       |

Tra parentesi le posizioni valide per il Jim Clark Trophy, per i conduttori di monoposto con motori non sovralimentati.

## Classifiche

### Piloti
| Pos | Pilota            | Punti |
| --- | ----------------- | ----- |
| 1   | Nelson Piquet     | 70    |
| 2   | Nigel Mansell     | 52    |
| 3   | Ayrton Senna      | 51    |
| 4   | Alain Prost       | 46    |
| 5   | Stefan Johansson  | 26    |
| 6   | Gerhard Berger    | 18    |
| 7   | Thierry Boutsen   | 10    |
| 8   | Teo Fabi          | 10    |
| 9   | Michele Alboreto  | 8     |
| 10  | Satoru Nakajima   | 6     |
| 11  | Eddie Cheever     | 5     |
| 12  | Andrea De Cesaris | 4     |
| 13  | Jonathan Palmer   | 4     |
| 14  | Philippe Streiff  | 4     |
| 15  | Derek Warwick     | 3     |
| 16  | Martin Brundle    | 2     |
| 17  | Riccardo Patrese  | 2     |
| 18  | Philippe Alliot   | 2     |
| 19  | René Arnoux       | 1     |
| 20  | Ivan Capelli      | 1     |

### Costruttori
| Pos | Team                  | Punti |
| --- | --------------------- | ----- |
| 1   | Williams - Honda      | 122   |
| 2   | McLaren - TAG Porsche | 72    |
| 3   | Lotus - Honda         | 57    |
| 4   | Ferrari               | 26    |
| 5   | Benetton - Ford       | 20    |
| 6   | Tyrrell - Ford        | 8     |
| 7   | Arrows - Megatron     | 8     |
| 8   | Brabham - BMW         | 6     |
| 9   | Zakspeed              | 2     |
| 10  | Lola Larrousse - Ford | 2     |
| 11  | Ligier - Megatron     | 1     |
| 12  | March - Ford          | 1     |

### Trofeo Jim Clark
| Pos | Pilota           | Punti |
| --- | ---------------- | ----- |
| 1   | Jonathan Palmer  | 71    |
| 2   | Philippe Streiff | 64    |
| 3   | Ivan Capelli     | 38    |
| 4   | Pascal Fabre     | 35    |
| 5   | Philippe Alliot  | 34    |

### Trofeo Colin Chapman
| Pos | Team           | Punti |
| --- | -------------- | ----- |
| 1   | Tyrrell-Ford   | 135   |
| 2   | March-Ford     | 38    |
| 3   | AGS-Ford       | 35    |
| 4   | Larrousse-Ford | 34    |